# Epigraphodes
Epigraphodes es un  género de coleópteros adéfagos perteneciente a la familia Carabidae.

## Especies
Comprende las siguientes especies:
- Epigraphodes congoensis (Burgeon, 1935)
- Epigraphodes kivuensis (Basilewsky, 1955)
- Epigraphodes ulguruanus (Basilewsky, 1962)